# Division di Honor 2016-2017 (Aruba)
La Division di Honor 2016-2017 è stato il 56º campionato professionistico arubano maschile di calcio, vinto dal Deportivo Nacional al suo quinto titolo, che nella finale ha battuto il Racing Club qualificandosi alla Caribbean Club Shield.

## Squadre
| Squadra            | Città       | Stadio                           |
| ------------------ | ----------- | -------------------------------- |
| Britannia          | Piedra Plat | Piedra Plat Entertainment Center |
| Bubali             | Noord       | Veld Sports Complex              |
| Caraval            | Angochi     | Angochi Stadium                  |
| Dakota             | Oranjestad  | Trinidad Stadium                 |
| Estrella           | Oranjestad  | Trinidad Stadium                 |
| Jong Aruba         | Noord       | Compleho Deportivo Frans Figaroa |
| La Fama            | Savaneta    | Savaneta Turf Field              |
| Deportivo Nacional | Noord       | Veld Sports Complex              |
| Racing Club Aruba  | Oranjestad  | Trinidad Stadium                 |
| River Plate        | Oranjestad  | Trinidad Stadium                 |

## Classifica finale
| Pos | Squadra               | G  | V  | N | P  | GF | GS | DR  | Pt | Note                                  |
| --- | --------------------- | -- | -- | - | -- | -- | -- | --- | -- | ------------------------------------- |
| 1   | Racing Club Aruba     | 16 | 12 | 1 | 3  | 36 | 21 | +15 | 37 | Qualificata alla fase "Calle 4"       |
| 2   | Britannia             | 16 | 10 | 2 | 4  | 43 | 13 | +30 | 32 | Qualificata alla fase "Calle 4"       |
| 3   | Dakota                | 16 | 8  | 4 | 4  | 35 | 23 | +12 | 28 | Qualificata alla fase "Calle 4"       |
| 4   | Deportivo Nacional    | 16 | 8  | 3 | 5  | 40 | 28 | +12 | 27 | Qualificata alla fase "Calle 4"       |
| 5   | River Plate           | 16 | 6  | 3 | 7  | 22 | 27 | −5  | 21 |                                       |
| 6   | Estrella              | 16 | 4  | 6 | 6  | 33 | 32 | +1  | 18 |                                       |
| 7   | Bubali                | 16 | 4  | 4 | 8  | 29 | 50 | −21 | 16 |                                       |
| 8   | Independiente Caraval | 16 | 2  | 5 | 9  | 15 | 32 | −17 | 10 | Qualificata ai play-off retrocessione |
| 9   | La Fama               | 16 | 2  | 4 | 10 | 19 | 46 | −27 | 10 |                                       |
| 10  | Jong Aruba            | 9  | 0  | 1 | 8  | 5  | 44 | −39 | 1  | Retrocessa in Division Uno            |

### Fase "Calle 4"
| Pos | Squadra            | G | V | N | P | GF | GS | DR | Pt | Note                                 |
| --- | ------------------ | - | - | - | - | -- | -- | -- | -- | ------------------------------------ |
| 1   | Racing Club Aruba  | 6 | 3 | 0 | 3 | 5  | 5  | 0  | 9  | Qualificata alla fase "Championship" |
| 2   | Deportivo Nacional | 6 | 2 | 2 | 2 | 11 | 8  | +3 | 8  | Qualificata alla fase "Championship" |
| 3   | Britannia          | 6 | 2 | 2 | 2 | 10 | 9  | +1 | 8  |                                      |
| 4   | Dakota             | 6 | 2 | 2 | 2 | 7  | 11 | −4 | 8  |                                      |

### Fase "Championship"
- Turno 1: Racing Club Aruba-Deportivo Nacional 1-3
- Turno 2: Deportivo Nacional-Racing Club Aruba 2-6
- Turno 3: Racing Club Aruba-Deportivo Nacional 1-3

## Statistiche

### Marcatori[1]
| Pos. | Giocatore             | Squadra   | Reti |
| ---- | --------------------- | --------- | ---- |
| 1    | Devis Oliveros        | Nacional  | 22   |
| 2    | Kenroy Ranger         | Nacional  | 17   |
| 3    | Bruno Malta Conceicao | Britannia | 12   |
| 4    | Pheadrick Baromeo     | Estrella  | 11   |